# 伊朗旅游业

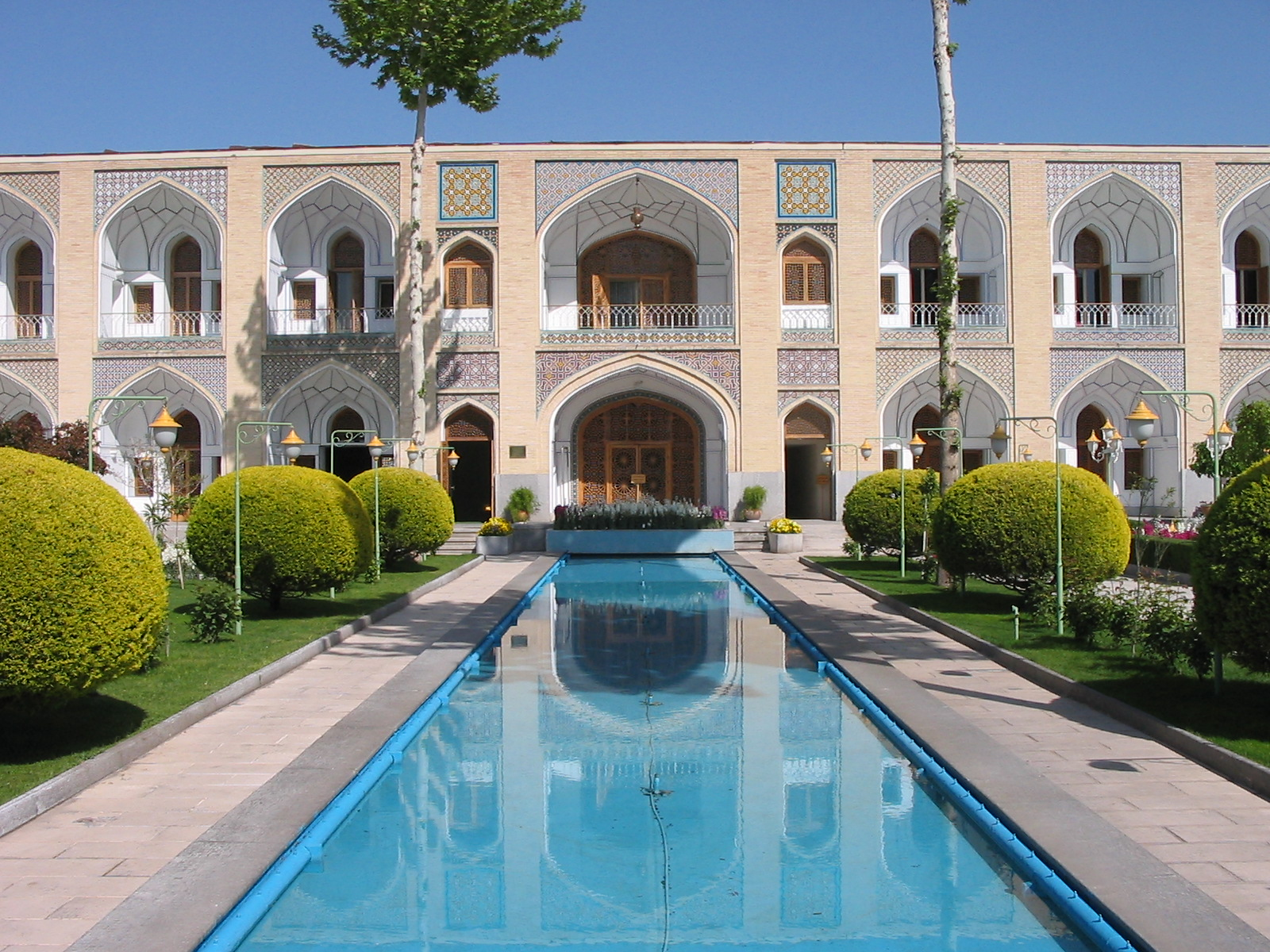
伊斯法罕的Abbasi酒店

伊朗提供多种多样的旅游活动， 从厄尔布尔士山脉和扎格罗斯山脉的远足和滑雪到波斯湾和里海的海滩假期,但旅游访问伊朗的主要原因是因为伊朗文化和伊朗历史名胜，如波斯波利斯, 伊玛目广场和在伊朗和其他地方的近22个世界文化遗产。伊朗政府一直在共同努力，以吸引游客到该国的各个目的地，在过去几年中，到达这些目的地的人数有所增加。基什岛每年吸引大约100万游客，其中大多数是伊朗人，但这个地区也吸引了许多非伊朗穆斯林，他们喜欢在伊斯兰风格的海滩度假，男女游客使用不同的海滩。
伊朗革命之前，大量游客前往伊朗，为其多样化的景点，国家拥有文化绚丽多姿的和多样化和美丽的风景的适合范围内的活动。旅游业大幅度下降在伊朗–伊拉克战争在1980年代。
自1979年伊朗革命以来，大多数来伊朗的外国游客都是宗教朝圣者和商人。在伊朗有许多什叶派圣地，两个主要的是在马什哈德的伊玛目礼萨圣陵和在库姆的法蒂玛圣陵。每年有数百万来自伊朗和其他什叶派国家的朝圣者参观这些圣地。
官方数据并没有区分到伊朗出差的人和来伊朗游玩的人，还包括大批散居海外的伊朗人，他们返回伊朗探亲，或前往马什哈德、库姆等地附近的什叶派圣地朝圣。伊朗国内的旅游业是世界上最大的。政府预计，在可预见的未来，游客数量和旅游收入将继续强劲增长，并计划新建100家酒店，以扩大目前有限的库存。2013年，在伊朗的外国游客人数达到476万，对国民经济的贡献超过20亿美元。
自2012年初以来，伊朗里亚尔的大幅贬值也是伊朗旅游业的一个积极因素。在截至3月21日的2014-2015财年，前往伊朗旅游的游客超过500万人次，同比增长4%。2018年10月，伊朗文化遗产、手工艺和旅游组织(ICHTO)负责人阿里·阿斯加尔·穆尼桑(Ali Asghar Moonesan)宣布，在伊朗年的前六个月(从2018年3月21日开始)，前往伊朗的游客数量比2017年同期增长了51%。
发布的一份报告显示2015年世界旅游理事会旅游业的规模——包括文化和生态旅游的主要组件,估计1285500有潜力创造就业机会和增加4.1% pa在2025年1913000个工作岗位。根据2014年的报告，旅游业直接支持了41.3万个就业岗位(占总就业岗位的1.8%)。预计到2015年，这一数字将增长4.4%，到2025年，这一数字将增长4.3%，达到65.6万个就业岗位(占总就业岗位的2.2%)。

## 外国游客

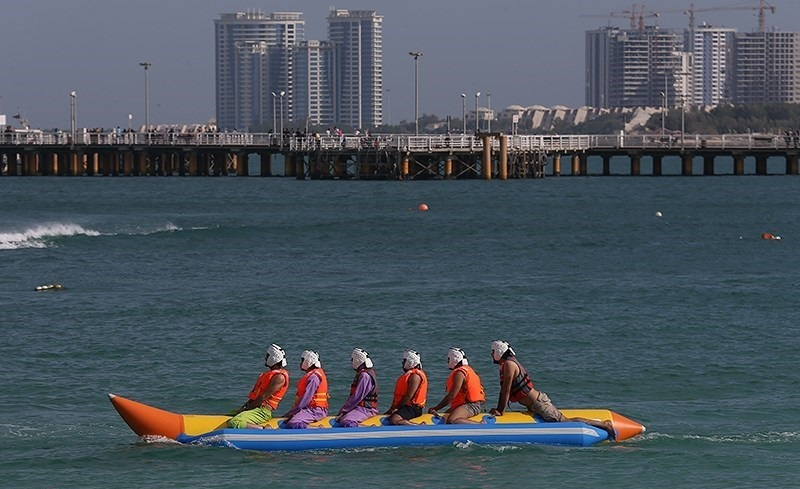
基什岛

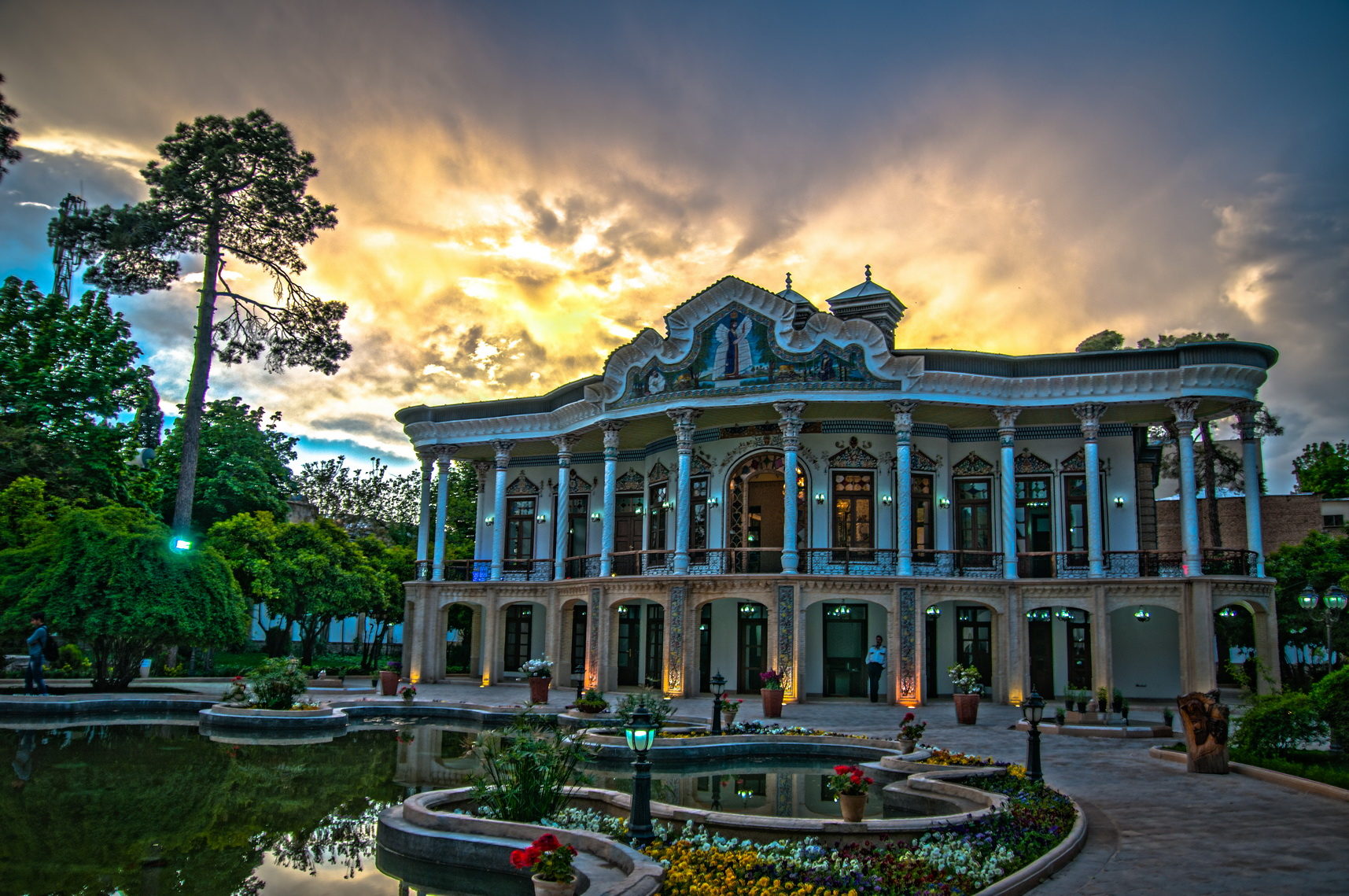
Shapuri 庄园 （设拉子）

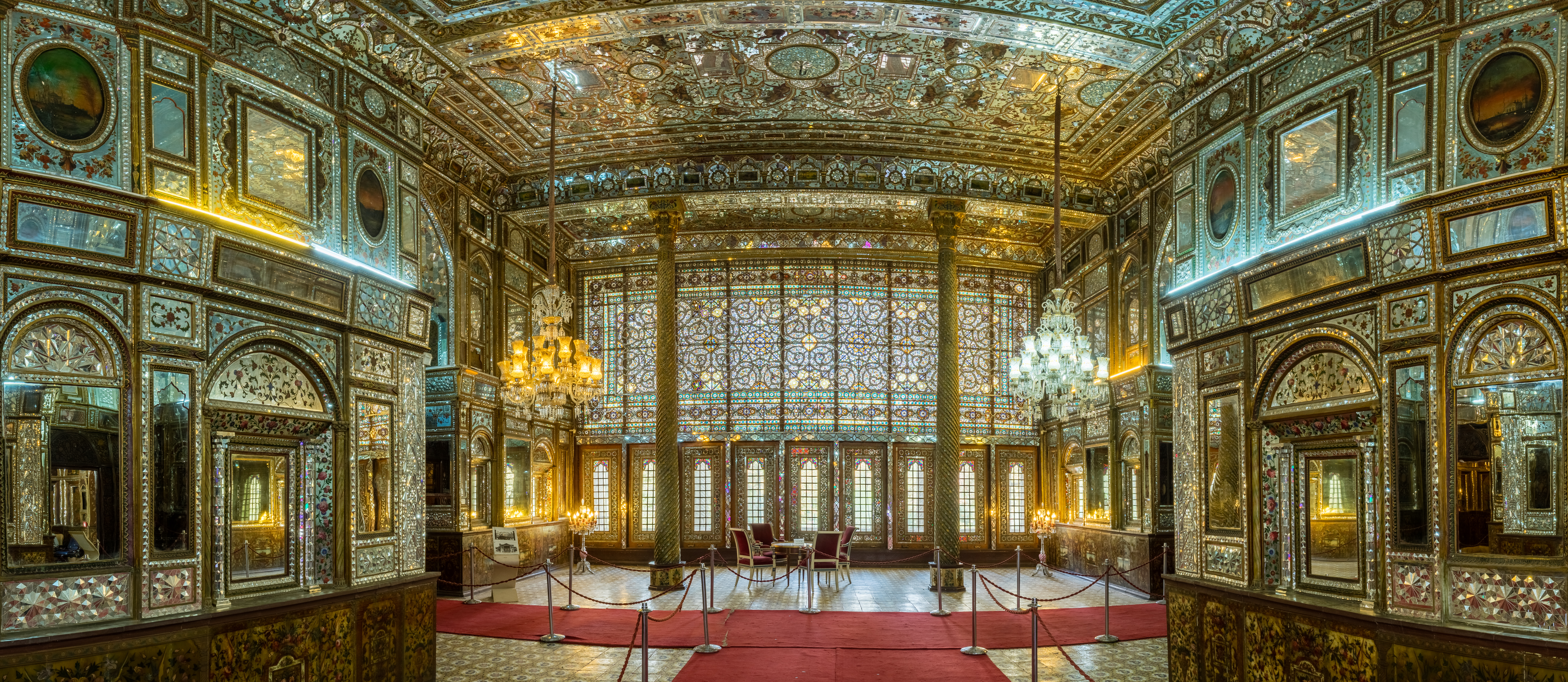
戈勒斯坦的宫殿（德黑兰）

世界旅游组织(World Tourism Organization)有关伊朗游客来源地的最新数据显示，要想从伊斯兰教和更广泛的亚洲世界吸引更多游客，就必须从一个较低的基数开始。1999年进入伊朗的游客中，大约四分之三来自欧洲。据《纽约时报》(New York Times)报道，与革命后停止访问伊朗的大多数美国人不同，革命后继续访问伊朗的欧洲游客数量与之相当。这主要是因为革命更反美国，而不是更反欧洲。 这并不意味着美国人不能去伊朗旅行，只是美国人必须随身携带导游，这项法律同样适用于英国和加拿大公民。
在2003年发放的30万份旅游签证中，大部分都是亚洲穆斯林获得的，他们可能打算前往马什哈德和库姆的重要朝圣地。每年都有来自德国、法国、英国和其他欧洲国家的旅游团来伊朗参观考古遗址和纪念碑。伊朗有21个地方被列入世界文化遗产名录，因此每年都有大量的文化游客来伊朗旅游。
据伊朗官员称，2004年约有165.9万外国游客访问伊朗——尽管政府统计数据没有区分旅游、商业和宗教朝圣者;大多数来自亚洲国家，包括中亚各国，而一小部分(约10%)来自北美和欧盟，包括德国、意大利、保加利亚、法国和比利时。最受欢迎的旅游目的地是伊朗北部的伊斯法罕、马什哈德、亚兹德和设拉子。毫无疑问，来自伊斯兰世界、也可能来自伊朗正在与之发展商业和政治联系的非穆斯林国家(如中国和印度)的游客增加的空间很大。
从2004年到2008年年中，中国的外国游客数量激增至250万，在此之前，中国的外国游客数量增长了100%。特别是，自2008年以来，前往伊朗的德国游客数量大幅增加。
世界旅游及旅游理事会(World Travel and Tourism Council)称，2007年，商业和个人旅游的实际增幅分别为11.3%和4.6%，个人旅游的增幅仅略低于前一年。
2011年，大部分伊朗国际游客来到伊朗只是为了休闲旅游。从国外来的休闲旅游者通常是伊朗公民或居住在伊朗境外的外国人的亲属。国际到达交通的另一个关键部分是朝圣者来参观分散在全国各地的许多圣地之一。
国际入境人数稳步上升，从2009年的220万人次上升到2011年的360万人次，平均每人每次入境花费1850美元
在截至3月21日的2014-2015财年，前往伊朗旅游的游客超过500万人次，同比增长4%。

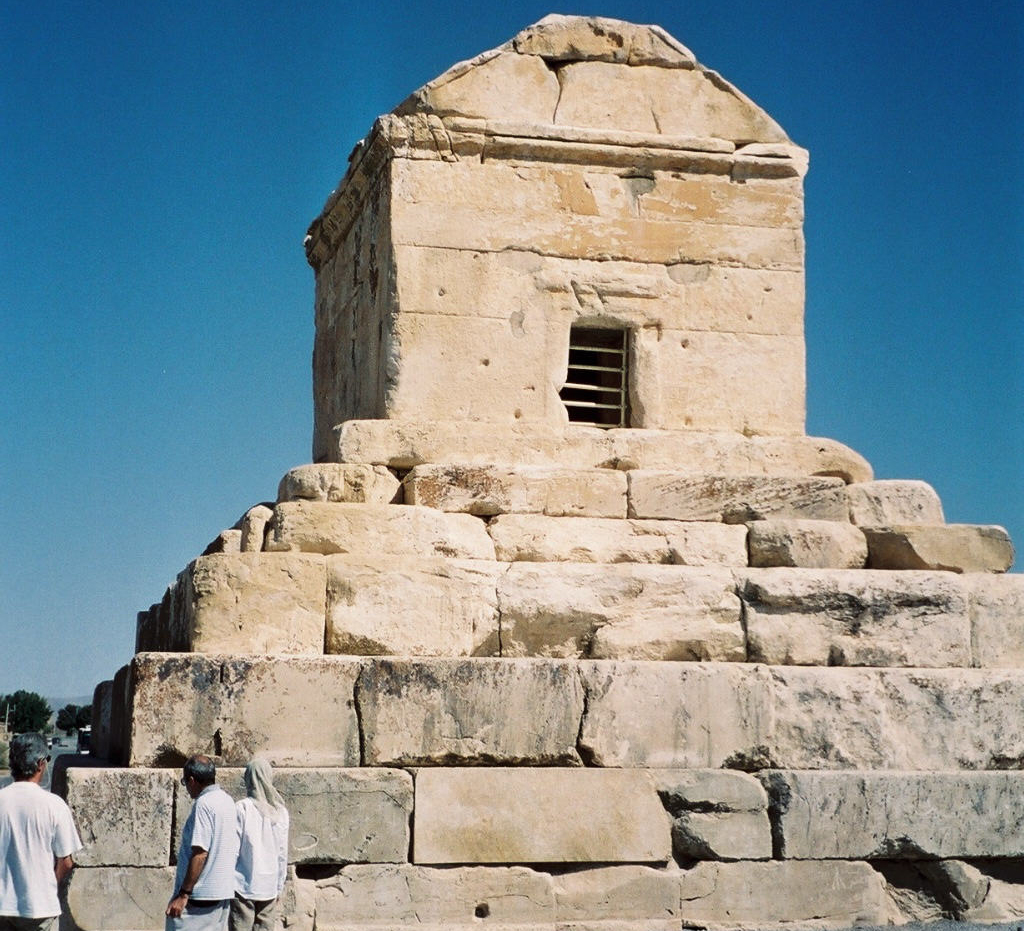
位于帕萨尔加德的居鲁士陵墓 是联合国教科文组织的世界文化遗产。

| (资料来源： 《经济学家》杂志信息股) | 2004年  | 2005年  | 2006年est。 |
| ----------------------------------- | ------- | ------- | ----------- |
| 国际旅游，抵达('000)                | 1 656名 | 1 720名 | 1 769个     |
| 国际旅游业收入(百万美元)            | 917     | 971     | 1 022人     |

### 签证要求
在一般情况下，伊朗已试图提高其复杂和耗费时间的签证申请程序，并已开始问题的为期一周的签证的国民的68个国家在机场。 一个在线预订系统已经开发出来的。 伊朗将具备所有的机场与电子 签证 的设施，通过2009年问题的在线入境许可证的外国国民。
签证可以现在将担保以电子方式和收集从伊朗领事馆或国际机场。
伊朗有15个路边界过境点连接与伊拉克、土耳其、阿富汗、巴基斯坦、土库曼斯坦、亚美尼亚和阿塞拜疆。 铁路线 ，从土耳其和土库曼斯坦也可以用来进入伊朗。 大约70%的游客抵达的土地，在2002年，约有29％的空气和不到1％的海洋。 价格的国内航班是大量补贴，遏制竞争，并阻碍了获利能力。 在2005年的 霍梅尼国际机场 重新开放的管理下的一个财团的四个当地航空公司—马汉航空, 伊朗阿塞曼航空，里海航空和 基什岛航空—虽然没有正式的合同似乎已经授予。

## 基础设施和经济

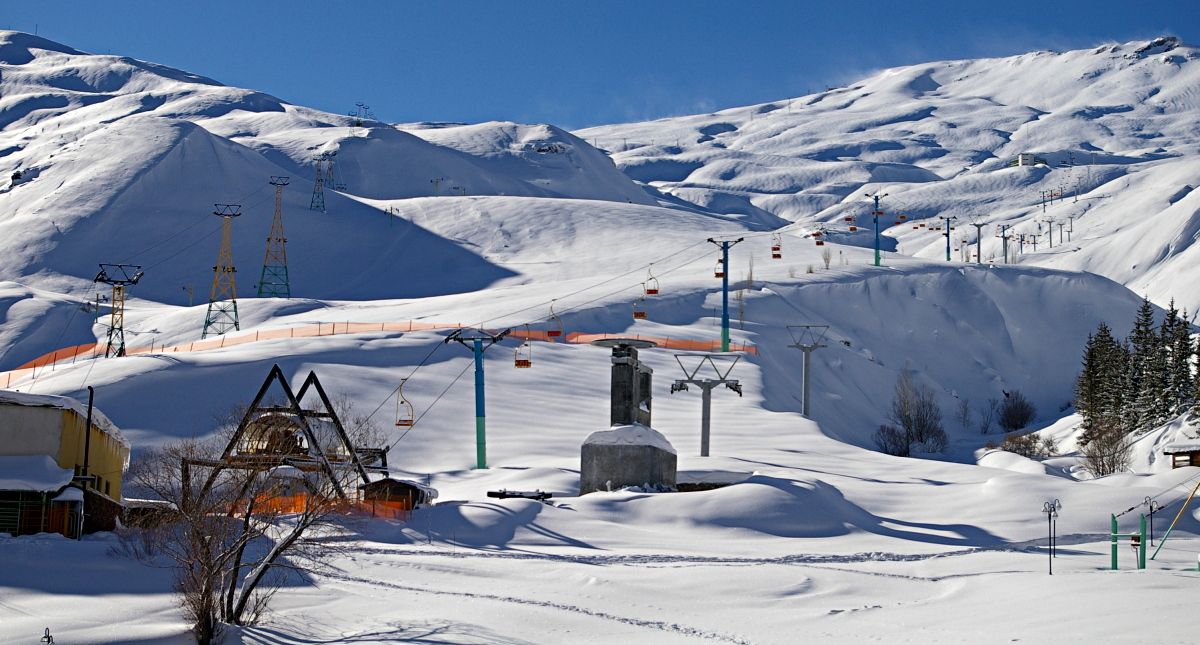
德黑兰附近的Dizin滑雪度假村 。

本世纪初，该行业在基础设施、通信、监管规范和人才培训方面仍面临严重限制。2003年底，伊朗大约有640家酒店和6.3万张床位。
2003财年，伊朗约有6.9万家餐馆和6000家酒店及其他住宿场所;这些机构中大约80%在城市地区。约有875家餐馆和旅馆由合作社和政府组织公开管理。超过95%的餐厅和酒店员工少于5人，只有38家餐厅和酒店员工超过100人。在2002财政年度，这个部门雇佣了166,000多人，其中42,000人在住宿场所工作。在所有酒店的5618张床位中，约有一半位于三至五星级酒店。
近年来，235酒店、酒店、汽车旅馆和宾馆已在全国范围内运营。 截至2010年，400座酒店和200座酒店公寓正在全国范围内建设。 约有66％的这些项目正在德黑兰，吉兰省, 马赞德兰省, 礼萨呼罗珊省和伊斯法罕进行。

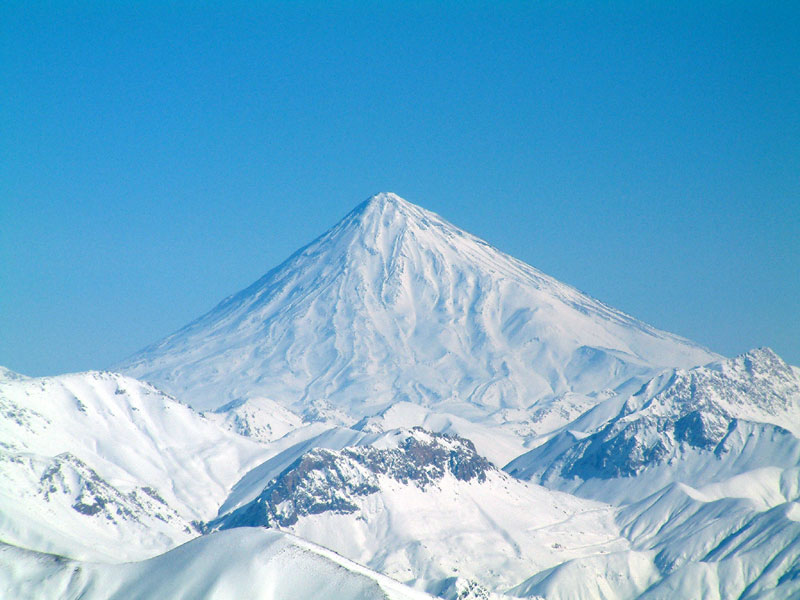
德马峰 （在阿莫勒）.

### 文化遗产、手工艺和旅游组织的伊朗
Reason for domestic travel and overnight stay
伊朗的文化遗产、旅游和手工艺品组织负责建立、开发和运行在伊朗旅游设施,规划旅游设施的修理或扩展通过直接投资或提供贷款给私营部门或进入与私营部门合作,发行许可和监督酒店和餐馆的建立和管理,旅行社和这些单位的资格和评级。
伊朗考虑进一步扩大旅游业的领域是生态旅游、海岸线、历史遗迹修复、手工业城镇和保健旅游(例如水疗法)。每年有3万人来伊朗接受治疗(2012)。事实上,伊朗可能成为伊斯兰世界领先的国家医疗旅游领域时由于多种原因,包括这个国家的独特的地理位置,伊朗货币的波动导致更低的价格在医疗保健服务,以及在医学研究和技术发展。医疗系统的快速增长,据世界旅游组织,增加了5%在过去十年中,伊朗似乎表明,在未来将由医疗游客最多的国家之一,最重要的是来自邻国，如阿塞拜疆、伊拉克和波斯湾国家。
官员们表示，近年来，伊朗每年从旅游业中赚取约10亿美元。旅游业创造了全国近1.8%的就业机会。薄弱的广告宣传、不稳定的地区条件、在世界一些地区的公众形象不佳以及旅游业缺乏有效的规划方案，都阻碍了旅游业的发展。
伊朗的“20年愿景”文件记录了该国旅游业320亿美元以上的投资项目，到2025年将使2000万游客成为目标。为鼓励国内外对旅游产业的直接投资，原给予旅游企业的50%免税优惠已扩大到五星级酒店。2016年，伊朗宣布将给予在伊朗投资的酒店业者5至13年的100%免税期，具体时间视地区而定。公用事业的关税与工业关税一致。在伊朗自由贸易区的投资最多可免税20年。截至2016年，在伊朗投资的国际酒店运营商包括Rotana(阿布扎比)、雅高(法国)、Melia(西班牙)和Steigenberger(德国)等。

## 伊朗人出国旅游

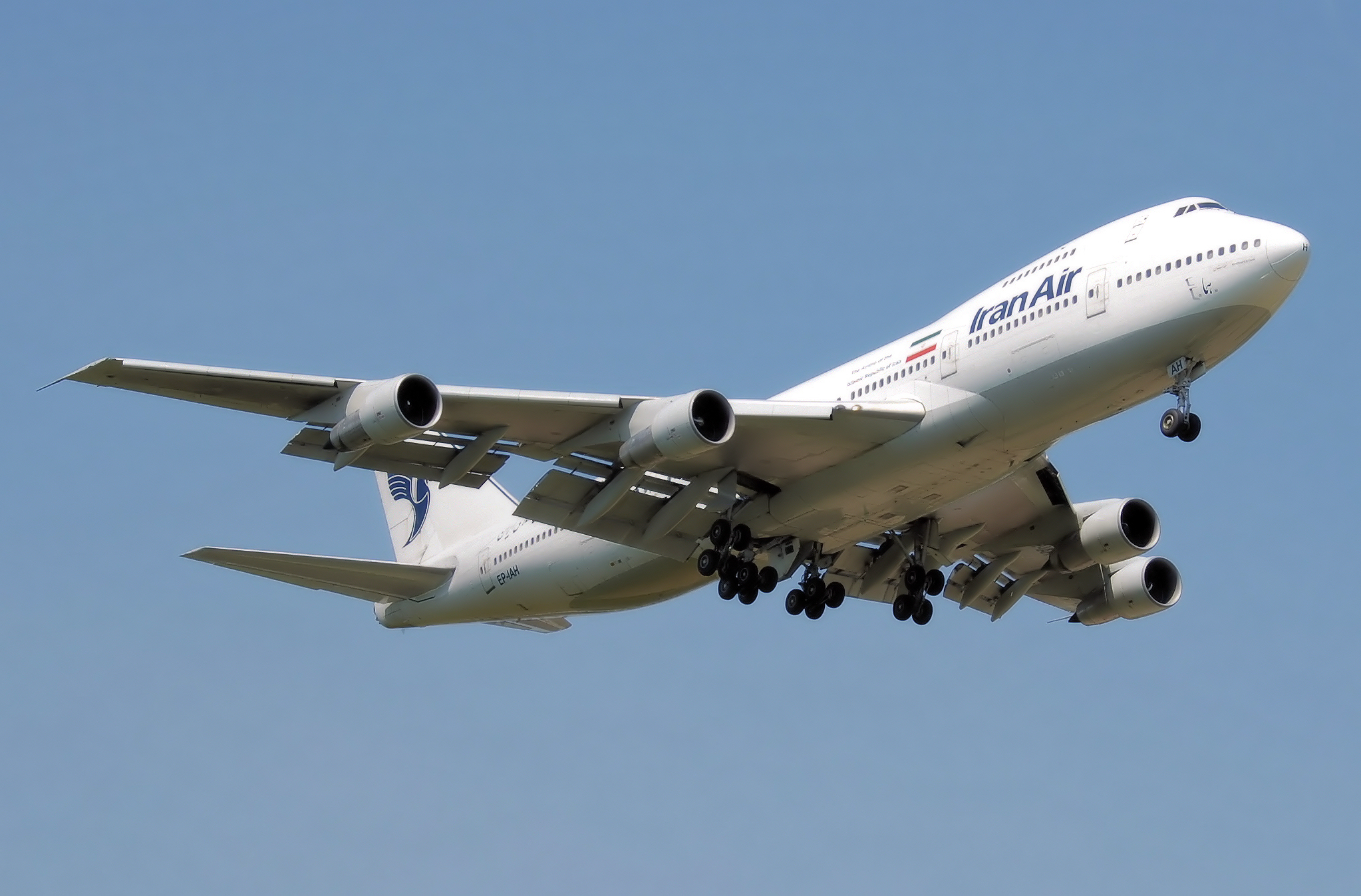
伊朗航空是伊朗国有航空公司

传统上，只有少数富有的伊朗游客出国旅游，而且大多数是商务旅行，大多是去波斯湾和更广阔的中东(每年100万人次)、中亚和土耳其(约100万人次)的邻国。尽管这可能会继续成为伊朗人出国旅行的一个特点，但自从2003年伊拉克政权更迭以来，伊朗各界人士已经访问了他们的西方邻国。此外，大部分伊朗人出国旅行可能是探亲，特别是在欧洲、美国和澳大利亚(约100万)。直到2012年初，由于伊朗里亚尔被高估，伊朗政府一直在补贴其海外游客(2010年)。2011年，大约有2700万旅客和商人通过了伊朗海关。随着伊朗补贴改革计划的实施，2012年伊朗的机票价格上涨了65%。2012年，伊朗人在出境旅游上花费了185亿美元。

## 参看
- 伊朗签证政策